# フィリップ・フランシス・ノーラン
フィリップ・フランシス・ノーラン（Philip Francis Nowlan、1888年 - 1940年2月1日）は、アメリカ合衆国ペンシルベニア州フィラデルフィア生まれのSF作家。「バック・ロジャーズ』 の生みの親として知られる。
妻はテリーサ・ジャンカー・ノーラン（Theresa Junker Nowlan）。フィリップ、メアリー、ヘレン、ルイーズ、テリーサ、マイク、ラリー、パット、ジョン、ジョーの10人の子供をもうけた。
ペンシルベニア大学出身。同大学では男子喜楽劇団「仮面と鬘クラブ」（The Mask and Wig Club）に所属し、1907年から1909年の公演では主要な役を務めた。卒業後、新聞コラムニストとして働く。結婚後、フィラデルフィア郊外のバラ・キンウッドへ引っ越し、そこで1939年までイラストレーターのディック・コーキンズとともに新聞連載の漫画『バック・ロジャーズ』を執筆した。
SFヒーローの原点のひとつである『バック・ロジャーズ』の初出は、ノーランが1928年に書いたSF小説『アーマゲドン・2419年』である。
この連載は40年以上続き、ラジオ・シリーズ、1939年の映画シリーズ、2つのテレビ・シリーズを生み出した。
ノーランはSF雑誌にも他の数編の中編SF小説や彼の死後に発表されたミステリ『The Girl from Nowhere』などを書いていた。

## 著作リスト
- Armageddon 2419 A.D. (1928)
- The Girl from Nowhere (1928)
- The Airlords of Han (1929)
- The Time Jumpers
- The Onslaught from Venus
- The Prince of Mars Returns
- Space Guards
- Wings Over Tomorrow: The Collected Science Fiction of Philip Francis Nowlan